# Luchtkastelen (film)
Luchtkastelen, ook uitgebracht als Luchtkasteelen en Een Wonderbaarlijke Redding, is een Nederlandse stomme film uit 1914 onder regie van Louis H. Chrispijn. Er wordt vermoed dat de film verloren is gegaan.

## Verhaal
De rijke Alice Stanton wordt aan een verdrinkingsdood gered door Jack, een visser die haar in het water ziet. Ze leren elkaar kennen en beginnen een romantische verhouding. Hier komt een einde aan als Jack beseft dat het volk hun relatie nooit zal goedkeuren. Hij vreest dat hun verschil in stand zal zorgen voor een schandaal. Hij beëindigt hun relatie en verbreekt het contact. Annie trouwt zes maanden later met een ander. Jack brengt ondertussen al zijn tijd door op zee en krijgt te maken met een schipbreuk. Hij wordt ernstig toegetakeld en vlak voor zijn dood krijgt hij een visioen van Alice.

## Rolbezetting
| Acteur              | Personage       |
| ------------------- | --------------- |
| Willem van der Veer | Jack            |
| Annie Bos           | Alice Stanton   |
| Jan van Dommelen    | Visser          |
| Theo Frenkel        |                 |
| Eugenie Krix        | Mevrouw Stanton |
| Koba Kinsbergen     |                 |
| Alex Benno          |                 |
| Fred Homann         |                 |